# Kathleen Hanna
Kathleen Hanna (Portland, Oregon, 12. studenoga 1968.) američka je pjevačica, glazbenica, umjetnica, feministička aktivistkinja, pionirka feminističkog pokreta riot grrrl te autorica punkzina. Početkom i sredinom devedesetih 20. stoljeća bila je pjevačica feminističkog punk sastava Bikini Kill. Krajem 1990-ih i početkom 2000-ih počela je nastupati s bendom Le Tigre. Od 2010. godine nastupa u sastavu The Julie Ruin.
Dokumentarni film Punk pjevačica o Hanni objavljen je 2013. godine. Redateljica filma je Sini Anderson. Film detaljno opisuje Hannin život i karijeru te otkriva njezinu višegodišnju borbu s lajmskom boreliozom. Hanna je udana za Adama Horovitza iz bivšeg američkog rap sastava Beastie Boys.
Godine 2024. Kathleen Hanna je objavila memoare pod nazivom Rebel Girl: My Life as a Feminist Punk. Povodom izlaska knjige, održala je turneju po Sjedinjenim Državama tijekom koje je predstavljala svoju knjigu i govorila o svojoj karijeri i feminističkom aktivizmu. Turneja je uključivala i događaj uživo putem interneta iz Seattlea, što je omogućilo većem broju obožavatelja da sudjeluju. Memoari su dostupni u većim knjižarama i na online platformama.

## Život i karijera

### 1968. – 1988.: Rani život i feminizam
Hanna je rođena 12. studenog 1968. u Portlandu, u Oregonu.S četiri godine njezina se obitelj preselila u Calverton, Maryland. Kako je Hannin otac mijenjao zanimanja, obitelj se selila još nekoliko puta.

## Vanjske poveznice
- Službena mrežna stranica sastava The Julie Ruin